# 部長とカメラ
部長とカメラ（ぶちょうとカメラ）は、インターネット上で公開されている個人制作の旅番組。

## 概要
プロカメラマン 木川良弘、「有限会社アロハ情報システム」社長 萩原寿夫の2人が世界各地を旅し、その様子をバラエティ番組風に編集し、公開している。中学時代の同級生2人で制作しているが、木川良弘はプロカメラマンであり、完全な素人制作の番組ではない。
アメリカ合衆国全州制覇の旅、世界遺産完全制覇の旅など、主に海外旅行企画が中心。YouTubeなどの動画サイトにて無料公開されている。

## 登場人物
木川 良弘（きかわ よしひろ、1977年1月22日、千葉県成田市、A型）
- 「部長とカメラ」の「カメラ」。

- 撮影、編集、代理運転、司会まとめ役担当。ほとんどの役割を一人で担当しており、実質的なリーダー。
- 疲労による睡眠中の萩原に代わり、木川が運転することもある。
- 中学時代は科学部の天文班の班長であった。
- アメリカ留学の経験がある。

萩原 寿夫（はぎわら ひさお、1977年1月3日、千葉県成田市、A型）
- 「部長とカメラ」の「部長」。
- 部長の名前は中学時代に科学部の部長であったことに由来する。
- 「有限会社アロハ情報システム」社長。

- 運転担当。
- 番組内では主に車の運転を担当し、1日10時間以上、1,000kmを超える運転を一人でこなすことも珍しくない。
- 徒歩での観光の際には、ビデオカメラ、デジタル一眼レフの撮影もする。
- 愚痴が多く、旅先で気に入らないことがあると痛烈に批判をする。また、カメラの言動についての文句も多い。しかしそんな可愛い部長が好きな視聴者も多いようである。

## 企画
アメリカ全州制覇の旅
アメリカ全州をレンタカーで走り抜ける企画。1回につき1週間〜10日程度の日程で全米各地をまわる。2007、2008、2009、2011が制作され、これまでに33州を制覇した。
また、特別編としてグアム準州にも訪れている。
二人はこの旅を「ロケハンの旅」と位置づけており、旅の主目的は行きたい・好きな場所を見つけるというものである。そのため全州を制覇したのちに、本土48州を全て一気にまわるという総まとめのような旅の実行に関して、アメリカ全州制覇の旅2009の解説音声版にて萩原が示唆している。
世界遺産完全制覇の旅
各国の世界遺産をすべてまわっていこうという企画。部長の萩原が、アメリカをまわるのに飽きてきたためスタートさせた企画。世界中どこでも行きやすいように、大義名分をつけるため世界遺産をテーマとした企画になった。トルコ編、ニュージーランド編、インドネシア編、スペイン編、タイ編、アイルランド編が制作されている。ただし、トルコとアイルランド以外はロケーションなどの事情により、すべての世界遺産を制覇しているわけではない。
47都道府県完全制覇の旅
日本の各都道府県をまわって、おもしろいものを紹介して行く企画。基本的に1日で各県を紹介するため他の企画に比べ短く、各編は1話（45分〜60分）で構成されている。

## 作品
2011年にパートナープログラムの特典としてアメリカ全州制覇の旅2009特別編集版のBlu-ray、DVDが制作された。2012年から部長とカメラBlu-ray全集として、アメリカ全州制覇の旅2007が部長とカメラ公式ショップにて販売されている。今後アメリカ全州制覇の旅2008以降順次制作される予定である。DVD版は存在しない。

## 放送リスト
アメリカ全州制覇の旅
| No | 初回投稿日 | タイトル                                   |
| -- | ---------- | ------------------------------------------ |
| 1  | 2008/4/25  | アメリカ全州制覇の旅2007                   |
| 2  | 2008/11/1  | アメリカ全州制覇の旅2008                   |
| 3  | 2009/5/1   | アメリカ全州制覇の旅2009                   |
| 4  | 2012/6/9   | アメリカ全州制覇の旅2011                   |
| 5  | 2015/3/1   | アメリカ全州制覇の旅2015 特別編 グアム準州 |
| 6  | 2017/9/18  | アメリカ全州制覇の旅2015                   |
| 7  | 2018/5/2   | アメリカ全州制覇の旅2017                   |

世界遺産完全制覇の旅
| No | 初回投稿日 | タイトル                                |
| -- | ---------- | --------------------------------------- |
| 1  | 2009/11/21 | 世界遺産完全制覇の旅 トルコ編           |
| 2  | 2010/12/18 | 世界遺産完全制覇の旅 ニュージーランド編 |
| 3  | 2011/10/30 | 世界遺産完全制覇の旅 インドネシア編     |
| 4  | 2013/3/20  | 世界遺産完全制覇の旅 スペイン編         |
| 5  | 2014/5/31  | 世界遺産完全制覇の旅 タイ王国編         |
| 6  | 2015/7/5   | 世界遺産完全制覇の旅 アイルランド編     |
| 7  | 2019/5/4   | 世界遺産完全制覇の旅 ヨルダン編         |
| 8  | 2020/12/2  | 世界遺産完全制覇の旅 ウズベキスタン編   |
| 9  | 2023/12/16 | 世界遺産完全制覇の旅 シンガポール編     |

47都道府県完全制覇の旅
| No | 初回投稿日 | タイトル                                  |
| -- | ---------- | ----------------------------------------- |
| 1  | 2011/8/13  | 47都道府県完全制覇の旅 第1回 千葉・内房編 |
| 2  | 2012/2/25  | 47都道府県完全制覇の旅 第2回 群馬・横断編 |
| 3  | 2012/7/7   | 47都道府県完全制覇の旅 第3回 静岡・伊豆編 |
| 4  | 2013/2/9   | 47都道府県完全制覇の旅 第4回 三重編       |
| 5  | 2013/9/29  | 47都道府県完全制覇の旅 第5回 岩手編       |
| 6  | 2014/2/1   | 47都道府県完全制覇の旅 第6回 埼玉・行田編 |
| 7  | 2014/12/30 | 47都道府県完全制覇の旅 第7回 山梨編       |
| 8  | 2015/6/7   | 47都道府県完全制覇の旅 第8回 鹿児島編     |
| 9  | 2016/3/5   | 47都道府県完全制覇の旅 第9回 愛媛編       |
| 10 | 2016/5/22  | 47都道府県完全制覇の旅 第10回 茨城編      |
| 11 | 2016/9/10  | 47都道府県完全制覇の旅 第11回 栃木編      |
| 12 | 2018/9/8   | 47都道府県完全制覇の旅 第12回 北海道編    |
| 13 | 2018/9/29  | 47都道府県完全制覇の旅 第13回 沖縄編      |
| 14 | 2019/1/2   | 47都道府県完全制覇の旅 第14回 島根編      |
| 15 | 2020/1/1   | 47都道府県完全制覇の旅 第15回 神奈川編    |